# Pelodryadidae
A Pelodryadidae a kétéltűek (Amphibia) osztályába, a békák (Anura) rendjébe tartozó család.

## Elterjedésük
A családba tartozó fajok Ausztráliában, Indonézia keleti részén, Pápua Új-Guineában és a Salamon-szigeteken honosak. 

## Rendszerezés
A családba tartozó alcsaládok és családok:

### Litoriinae
A Litoriinae alcsaládba tartozó nem:
- Litoria Tschudi, 1838

### Pelodryadinae
A Pelodryadinae alcsaládba tartozó nemek:
- Nyctimystes Stejneger, 1916
- Ranoidea Tschudi, 1838

Incertae sedis
- "Litoria" castanea (Steindachner, 1867)
- "Litoria" jeudii (Werner, 1901)
- "Litoria" louisiadensis (Tyler, 1968)
- "Litoria" multicolor Günther, 2004
- "Litoria" obtusirostris Meyer, 1875
- "Litoria" richardsi Dennis & Cunningham, 2006
- "Litoria" vagabunda (Peters & Doria, 1878)